# Francisco Everton de Almeida Andrade
Francisco Everton de Almeida Andrade, mais conhecido como Everton (Maranguape, 8 de agosto de 1984), é um futebolista brasileiro que atua como lateral-esquerdo e meia. Atualmente Sem Clube.[carece de fontes?]

## Carreira
Foi revelado em 2005 pelo Maranguape Futebol Clube onde atuava como meio-campista. Teve passagens por alguns clubes Nordestinos, até chegar em 2007 ao Grêmio Barueri Futebol Ltda. (atual Grêmio Prudente). No ano seguinte foi emprestado ao Bahia. No seu retorno ao clube Paulista, se destacou durante o Campeonato Brasileiro 2009 sendo então contratado pelo Fluminense Football Club.
Em 18 de julho de 2010 a pedido do técnico Cuca, Everton foi anunciado como novo reforço do Cruzeiro Esporte Clube. O clube Mineiro adquiriu 75% dos direitos econômicos do atleta, que assinou contrato até 2013.
Jogando em terras mineiras, Everton conquistou o seu primeiro título como profissional.
Após longo período de vaias por parte da torcida azul, Everton se firmou e tornou peça-chave no esquema tático do então técnico Celso Roth, sendo apontado como um dos melhores jogadores do Cruzeiro em 2012. Polivalente, o jogador se destaca pelo clube improvisado na lateral esquerda, chamando bastante atenção pelo potencial físico e apoio ao ataque. Após se firmar entre os 11, teve seu contrato renovado até o final de 2014.
No dia 11 de novembro de 2012, Everton atingiu uma marca expressiva de 100 jogos vestindo a camisa do Cruzeiro em jogo válido pela 35ª rodada do Brasileirão 2012, contra o Bahia no Independência.
No dia 15 de Janeiro de 2014 foi anunciada a sua possível ida para o Figueirense. Porém, segundo o diretor de futebol do clube mineiro, Alexandre Mattos, algumas cláusulas exigidas pelo Cruzeiro no contrato não foram aceitas pelo Figueirense e o negócio não foi fechado, levando o lateral ser emprestado ao Criciúma até o final de 2014.
Foi repassado ao Joinville até o fim de 2014. Onde foi peça importante para o acesso ao Campeonato Brasileiro - Série A, e para o título do Campeonato Brasileiro - Série B.
Em 2015, Everton foi emprestado até o final do ano para o Fortaleza.
Em 2016, assinou para a temporada de 2017, com o Figueirense, por indicação de Marquinhos Santos, que era treinador do Fortaleza, no período em que Everton jogava lá.

## Títulos
Grêmio Barueri
- Campeonato Paulista do Interior: 2008

Cruzeiro
- Campeonato Mineiro: 2011
- Campeonato Brasileiro: 2013[12]

Joinville
- Campeonato Brasileiro - Série B: 2014

Fortaleza
- Campeonato Cearense: 2015, 2016
- Taça dos Campeões Cearenses: 2016
- Campeonato Cearense: 2016

Red Bull Brasil
- Campeonato Paulista do Interior: 2019

### Prêmios individuais
- Seleção do Mundo de Pedro Fonseca: 2012
- Seleção do Campeonato Cearense: 2015